# Stenopola pallida
Stenopola pallida är en insektsart som först beskrevs av Bruner, L. 1906.  Stenopola pallida ingår i släktet Stenopola och familjen gräshoppor. Inga underarter finns listade i Catalogue of Life.